# Andrezza Martins
Andrezza „Rtvelo” Martins (gruz. ანდრეცა ჩაგაშიur, trb. Andreca Czagasziur; ur. 2 sierpnia 1977 w Manaus) – brazylijska siatkarka plażowa reprezentująca Gruzję.
Andrezza zaczynała grę w siatkówkę w Clube São Sebastião w Manaus, w wieku 15 lat, u boku swojej siostry Andréi. W 2002 r. podczas turnieju Circuito Banco do Brasil została uznana za jedną z trzech rewelacji rozgrywek. Na arenie międzynarodowej siostry zadebiutowały w tym samym roku podczas World Tour odbywającego się w Vitórii. W 2006 roku przy wsparciu rządu Gruzji i prezydenta Micheila Saakaszwilego otrzymała wraz z Cristine Santanną paszporty tego kraju. Ich pseudonimy – Saka i Rtvelo oznaczą Gruzję (Sakartvelo) w języku gruzińskim. Ich naturalizacja miała na celu m.in. poprzez występ na igrzyskach, rozwój siatkówki plażowej w Gruzji, kraju, w którym do tej pory nie było tradycji w tej dyscyplinie. Para uzyskała wsparcie finansowe od rządu, przeznaczone głównie na treningi i uczestnictwo w turniejach międzynarodowych. Reprezentowały one Gruzję na Letnich Igrzyskach Olimpijskich 2008. Po wygraniu jednego meczu i dwóch porażkach zakończyły rywalizację na fazie grupowej olimpijskiego turnieju. Ich najlepszym rezultatem osiągniętym podczas World Tour było 5. miejsce w 2008 r., podczas rozgrywek w norweskim Kristiansand. Na turniejach międzynawowych prócz Saki występowała także w parze z Vivian Cunha, Tathianą Soares, Danielle Neves, Rachel Nunes i Naianą Rodrigues de Araújo.